# Scinax caldarum
Scinax caldarum là một loài ếch trong họ Nhái bén. Chúng là loài đặc hữu của Brasil.
Các môi trường sống tự nhiên của chúng là đồng cỏ nhiệt đới hoặc cận nhiệt đới vùng ngập nước hoặc lụt theo mùa, đồng cỏ nhiệt đới hoặc cận nhiệt đới vùng đất cao, đầm nước ngọt, đầm nước ngọt có nước theo mùa, vùng đồng cỏ, vườn nông thôn, ao, và kênh đào và mương rãnh. Loài này đang bị đe dọa do mất môi trường sống.